# Josep Vicenç Sànchez i Felip
Josep Vicenç Sánchez i Felip (Barcelona, el 8 d'octubre de 1956), anomenat Tente, és un futbolista retirat català que va jugar com a migcampista. Va ser internacional amb la selecció espanyola.

## Trajectòria
Es formà als Salesians de Badalona i a la UD Artiguense, fins que ingressà al futbol base del FC Barcelona. Debutà amb el primer equip la temporada 1975-76. Fou l'autor del primer gol a la final de la Recopa d'Europa del 1979, en la victòria 4-3 davant el Fortuna Düsseldorf.
Va ser titular a la final de la Recopa de 1982, que el Barça va guanyar a l'Standard de Lieja per 2-1 al Camp Nou.
Deixà el club l'any 1986, jugant al Reial Múrcia CF i al CE Sabadell FC, retirant-se el 1990. Fou 14 cops internacional amb la selecció espanyola, amb la qual va disputar els Jocs Olímpics d'Estiu de 1976 i el Mundial de 1982.

## Palmarès
Barcelona
- Recopa d'Europa de futbol:
  - 1978-79, 1981-82
- Lliga espanyola:
  - 1984-85
- Copa espanyola:
  - 1977-78, 1980-81, 1982-83
- Supercopa espanyola:
  - 1983
- Copa de la Lliga espanyola:
  - 1982-83, 1985-86